# Maximilien Ier (empereur du Saint-Empire)
Pour les articles homonymes, voir Maximilien de Habsbourg et Maximilien Ier.
Maximilien d'Autriche ou Maximilien Ier, né le 22 mars 1459 à Wiener Neustadt et mort le 12 janvier 1519 au château de Wels, est un membre de la maison de Habsbourg, fils de l'empereur Frédéric III.
Ayant épousé en 1477 Marie de Bourgogne, fille de Charles le Téméraire, il est duc consort de Bourgogne jusqu'en 1482, puis, de 1482 à 1494, régent de l'État bourguignon pour son fils Philippe (Philippe le Beau), et de nouveau de 1506 à 1507, pour son petit-fils Charles (Charles Quint). 
Veuf dès 1482, il intervient dans la succession du duc de Bretagne François II, mort en 1488, en épousant (par procuration) sa fille, la duchesse Anne, mais la cour de France refuse cette alliance menaçante pour le royaume et impose à Anne de Bretagne d'épouser Charles VIII, rompant ses fiançailles de 1482 avec la fille de Maximilien, Marguerite.
Élu roi des Romains en 1486, du vivant de son père, il devient archiduc d’Autriche à la mort de ce dernier en 1493, prenant ainsi la tête de la maison de Habsbourg et assumant les fonctions impériales. En 1508, avec l’accord du pape Jules II, il se proclame empereur du Saint-Empire romain germanique, devenant ainsi le premier souverain à porter ce titre sans sacre impérial à Rome. Il meurt sur le trône le 12 janvier 1519.
Son règne est marqué par le rétablissement militaire et politique de la situation de la maison de Habsbourg et par une modernisation de l’administration du Saint-Empire romain germanique.

## Biographie
Au cours de la seconde moitié du XVe siècle, la menace pesant sur la maison des Habsbourg est sans précédent : tandis que l’empereur Frédéric III s'enlise depuis 1477 dans une guerre désastreuse avec le roi de Hongrie Mathias Corvin, les ducs de Bavière de la maison des Wittelsbach montent en puissance dans le Saint-Empire méridional. Frédéric III finit par perdre tous ses fiefs de Hongrie et en est réduit à courir le pays en demandant l'hospitalité aux monastères qu'il trouve sur sa route. Dans ces circonstances dramatiques, il fait placer son cousin Sigismond sous tutelle, expulse tous les nobles apparentés aux Wittelsbach de leurs terres et en 1486 fait élire son fils Maximilien Ier roi de Germanie, couronné comme roi des Romains à Aix-la-Chapelle le 9 mai 1486.

### Origines familiales et formation
Maximilien est le fils de Frédéric III (1415-1493) et d'Éléonore de Portugal (1434-1467). Il a une sœur, Cunégonde (1465-1520).

### Mariage avec Marie de Bourgogne (août 1477)
La mort de Charles le Téméraire (5 janvier 1477) suscite non seulement l'entrée en guerre de la France, mais pousse les provinces et villes des Pays-Bas à profiter de la jeunesse de son héritière, née en 1457 et encore célibataire, Marie de Bourgogne, et à revendiquer des concessions en échange de leur soutien face à Louis XI. Dès le 11 février, Marie accorde une charte, le « Grand Privilège des Pays de par deça », qui abolit l'ensemble des mesures prises par le Téméraire pour renforcer le pouvoir ducal, notamment le Grand Conseil de Malines, créé en 1473. 
Ayant besoin d'un soutien, Marie et ses conseillers se tournent vers la maison de Habsbourg, dont le chef, Frédéric III, détient la fonction impériale élective, en plus des États héréditaires des Habsbourg. En août 1477, l'archiduc Maximilien épouse la duchesse Marie. 
De leur mariage naissent deux enfants :
- en juin 1478, Philippe (1478-1506), premier duc de Bourgogne de la maison de Habsbourg, (par la suite époux de Jeanne Ire de Castille et père de Charles Quint) ;
- en janvier 1480, Marguerite (régente de l'État bourguignon à partir de 1507).

### La guerre de Succession de Bourgogne (1477-1482)

#### La puissance bourguignonne en 1477
Du fait de son mariage, Maximilien se trouve à la tête des possessions bourguignonnes, qui incluent des fiefs français : le duché de Bourgogne (Dijon), le Nivernais, le Charolais, le comté de Flandre, le comté d'Artois, et des fiefs d'Empire : le comté de Bourgogne (Dole), le comté de Hainaut, le duché de Brabant, le duché de Luxembourg, etc.

#### L'offensive française en Bourgogne (janvier-mars 1477)
Mais le roi de France, Louis XI, veut abattre la puissance de la maison de Bourgogne, branche cadette de la dynastie royale des Valois. Peu de temps après la mort du Téméraire, il a fait occuper le duché de Bourgogne et le comté de Bourgogne, avec une forte résistance dans cette province qui relève de l'Empire. 

#### La guerre franco-bourguignonne aux Pays-Bas (1477-1482)
Le mariage de Marie avec l'archiduc d'Autriche, Maximilien Ier de Habsbourg, entraîne une offensive française vers les Pays-Bas, avec l'occupation du comté d'Artois. Puis la situation militaire se stabilise en 1478. 
Maximilien réussit à vaincre l'armée française le 27 août 1479 à Guinegatte, mais Louis XI continue à le harceler. 
En 1481, Maximilien et Marie désignent Jean VI Rolin avec Juste, évêque (es) de Ceuta, et Claude Carondelet, doyen de Besançon, comme ambassadeurs à Rome.

### La régence de Maximilien dans les États bourguignons (1482-1494)

#### Mort de Marie de Bourgogne (mars 1482) et début de la régence
Le 6 mars 1482, Marie de Bourgogne fait une chute de cheval au cours d'une partie de chasse. Elle meurt le 27 mars 1482, à 25 ans, ayant eu le temps d'organiser sa succession : elle a désigné Maximilien d'Autriche comme tuteur de leurs deux enfants, Philippe et Marguerite, et comme régent au nom de Philippe. 
Maximilien se heurte à une certaine hostilité aux Pays-Bas, principalement en Flandre, où les villes sont opposées à la poursuite de la guerre. Cette situation amène Maximilien à accepter de négocier la paix. 

#### Le traité d'Arras (décembre 1482): une paix fragile avec la France
Le 23 décembre 1482, le traité d’Arras est très favorable au roi de France. Le duché de Bourgogne cesse d'être un fief et est intégré dans le domaine royal ; Marguerite, fille de Maximilien et de Marie, est fiancée au dauphin Charles de France avec une dot incluant plusieurs possessions de la maison de Bourgogne, déjà occupées par l'armée française : en France, le comté de Flandre, le comté d'Artois,  le Charolais et le comté de Château-Chinon et dans l'Empire, le comté de Bourgogne. Marguerite doit venir vivre à la cour de France. 
Les États généraux acceptent alors d'introniser Philippe comme duc de Bourgogne et Maximilien comme régent.
Mais lorsque Louis XI meurt peu après (août 1483), Maximilien pense qu'une reprise de la guerre est possible, la régente Anne de France, fille de Louis XI, étant rapidement menacée par la haute noblesse. 

#### La rébellion des villes de Flandre (1483-1485) face au bellicisme de Maximilien
Mais Maximilien se heurte à l'opposition catégorique de plusieurs villes de Flandre, qui, sous la conduite du Gantois Jan van Coppenolle, constituent un « conseil de régence de Flandre ». Parmi ses membres, on trouve Philippe de Bourgogne-Beveren et Louis de Gruuthuse, membre de l'ordre de la Toison d'or et stathouder de Hollande et de Zélande. 
Mais ce conseil lui-même se heurte à l'opposition d'une partie de la population (Matthijs Peyaert) et à l'intervention des mercenaires allemands de Maximilien. La rébellion prend fin par la paix de l'Écluse (28 juin 1485). Louis de Gruuthuse est emprisonné, échappant à une exécution à la demande de ses collègues chevaliers de la Toison d'or. 

#### La rébellion des villes de Flandre et de Brabant (1488-1492)
En 1487, Maximilien lance une offensive contre la France, qui est repoussée par le maréchal Philippe de Crèvecœur d'Esquerdes. Charles de Gueldre est fait prisonnier à Béthune. 
Une nouvelle révolte éclate à Gand à la fin de l'année 1487. 
Venu à Bruges, Maximilien est fait prisonnier par les habitants (31 janvier 1488). Matthijs Peyaert est jugé, condamné à mort et exécuté (31 mars 1488).
Le 12 mai, les États de Flandre, de Hainaut, de Hollande et de Zélande concluent un pacte d'unité (paix de Bruges) et proclament la fin de la régence de Maximilien. 
Maximilien se soumet et est libéré. Philippe de Clèves (1459-1528), lieutenant général des Pays-Bas bourguignons, est retenu en otage pour garantir les engagements de Maximilien. Mais celui-ci reprend les hostilités, dévastant les campagnes autour de Bruges (Gistel). Philippe de Clèves met fin à son allégeance et passe du côté des rebelles, dont il devient le chef, se considérant comme serviteur de Philippe le Beau et non plus de Maximilien. 
Une révolte éclate aussi en Hollande, dirigée par François de Bréderode, le Jonker Frans), qui se situe dans le cadre traditionnel depuis 1350 de la guerre des Hameçons et des Cabillauds (Bréderode est du parti des Hameçons, Hoeken).
Le 18 septembre 1488, dans le duché de Brabant, Bruxelles accueille avec les honneurs Philippe de Clèves, suivie par Louvain et par Nivelles. En revanche, Anvers, Malines, Lierre et Vilvorde restent fidèles à Maximilien. Les Bruxellois prennent le château de Beersel.
Au début de 1489, Maximilien, obligé de partir combattre dans l'Empire, nomme comme lieutenant général un prince allemand, le duc de Saxe Albert III, qui devient donc commandant en chef de l'armée bourguignonne. En octobre 1489, par le traité de Montil-lès-Tours, Maximilien obtient le retrait du soutien de la France aux villes flamandes. 
Albert de Saxe mène particulièrement campagne dans le duché de Brabant, où il obtient la soumission des rebelles (traité de Danebroek, 14 août 1489). 
Dans le comté de Flandre, Bruges capitule en novembre 1489. 
Les villes soumises paient cher leur rébellion : amendes et indemnités de guerre sont tellement lourdes à porter qu’elles pèseront durablement sur leur pouvoir politique[réf. nécessaire].
Le 16 juin 1492, Jan van Coppenolle est exécuté. Gand fait sa reddition le 19 juillet (paix de Cadzand). La dernière place tenue par Philippe de Clèves est L'Écluse, qui se rend le 12 octobre 1492.

#### La «guerre duJonker Frans» (1488-1490) en Hollande
L'expression Jonker Frans (« écuyer François ») désigne traditionnellement François de Bréderode (Frans van Brederode), issu d'une famille noble de Hollande et Utrecht, traditionnellement attachée au parti des Hameçons dans le cadre de la guerre des Hameçons et des Cabillauds, initiée en 1345.
En 1488, des membres hollandais du parti des Hameçons vivant à L'Écluse (alors dans le comté de Flandre), contactent François de Bréderode, étudiant à Louvain, en vue d'un soulèvement en Hollande afin de soustraire ce comté au pouvoir de Maximilien. Bréderode accepte de participer et est même porté à la tête du mouvement. 
Le 18 novembre 1488, le groupe que les conspirateurs ont rassemblé réussit à s'emparer de Rotterdam, et par la suite des petites villes de Woerden et Mont-Sainte-Gertrude. En revanche, ils échouent devant Delft, Dordrecht, Gouda, notamment.
Au printemps de 1489, le stathouder Jean III d'Egmont met le siège devant Rotterdam qui est prise en juillet[réf. nécessaire]. Plusieurs des insurgés sont condamnés à mort et exécutés (juillet 1489). Bréderode réussit à s'échapper et se réfugie avec ses partisans dans les îles de Zélande. 
Un an plus tard, une opération navale organisée par le stathouder aboutit à la bataille de Brouwershaven (23 juillet 1490), qui met fin à cette révolte. Capturé, Bréderode est condamné à mort, mais meurt en prison (11 août) avant la date prévue pour son exécution .
La répression menée par le stathouder Jean III d'Egmont est tellement forte que la guerre des Hameçons et des Cabillauds, commencée en 1345, prend fin avec la défaite de cette révolte.

#### La «révolte du fromage et du pain» dans le nord de la Hollande (1491-1492)
En 1491-1492 a lieu la révolte du fromage et du pain dans le nord du comté de Hollande, toujours régi par Jean III d'Egmont.
Cette révolte est provoquée par une augmentation de l'« impôt des cavaliers » (ruitergeld), sur fond de difficultés économiques. Au départ, c'est un soulèvement de paysans, ensuite soutenu par les villes de Hoorn, Alkmaar et Haarlem. Les insurgés tentent en vain de prendre Leyde. 
En 1492, le stathouder fait appel à Maximilien, qui envoie l'armée commandée par Albert III de Saxe. La révolte prend fin et les villes insurgées subissent les sanctions habituelles : amendes, installation de garnisons, destruction des remparts (à Alkmaar).

#### L'avènement de Philippe le Beau (1494) et le rôle de Maximilien sous son règne
En 1493, l'empereur Frédéric III meurt et Maximilien, en tant que roi des Romains (depuis 1486), occupe sa place, bien que pas encore élu empereur.
La régence de Maximilien sur l'État bourguignon prend fin en 1494 avec le seizième anniversaire de Philippe.

### Les relations avec la France de la mort de Louis XI (août 1483) au traité de Senlis (1493)

#### La succession de Louis XI
La mort de Louis XI en 1483 incite ses vassaux à se rebeller contre la régente Anne de France, fille de Louis XI au cours de la Guerre folle, qui se termine par la défaite des rebelles, notamment le duc de Bretagne François II, qui meurt en 1488.
Maximilien intervient dans cette Guerre folle, notamment en 1487 (son armée est battue à Béthune et Charles de Gueldre est fait prisonnier).

#### La crise de succession de Bretagne (1488)
Se pose alors la question du destin de l'héritière de Bretagne, la duchesse Anne. 
Maximilien se pose en prétendant et l'épouse par procuration en 1490. 
Pour la cour de France, l'arrivée de Maximilien à l'ouest du royaume représente une menace sérieuse. Il est donc décidé de faire annuler ce mariage et de donner Anne de Bretagne comme épouse à Charles VIII, ce qui signifie l'annulation de ses fiançailles avec Marguerite et la renonciation à sa dot. Le mariage de Charles VIII avec Anne de Bretagne a lieu le 6 décembre 1491 au château de Langeais. 
Cela représente un casus belli pour Maximilien.

#### Le traité de Senlis (1493)
En 1493 est signé le traité de Senlis, qui rétablit la situation antérieure au traité d’Arras : la Flandre, l'Artois, le comté de Bourgogne, le Charolais et Château-Chinon sont rendus la maison de Bourgogne, mais pas le duché de Bourgogne, le fief d'origine de la dynastie. 
Marguerite est autorisée quelques mois plus tard à quitter la cour de France.

### Le Saint-Empire

#### Le long avènement de Maximilien comme empereur (1486-1508)
Le 16 février 1486, Maximilien est élu roi des Romains à Francfort et est couronné à Aix-la-Chapelle le 9 avril. Il est ainsi assuré de succéder à son père à la mort de celui-ci puis de devenir empereur, officiellement après avoir été couronné à ce titre par le pape.
Lorsque Frédéric III meurt en 1493, Maximilien assume sa fonction, mais le couronnement n'a pas lieu. Il reste donc officiellement seulement roi des Romains.
En 1508, avec l'accord du pape, il se proclame empereur sans être couronné, utilisant le titre de electus Imperator Romanorum, au lieu de Imperator Romanorum.

#### La guerre avec les cantons suisses (1487-1488)
Son règne s'ouvre sur des concessions à la Confédération des XIII cantons : en 1487, les Confédérés obtiennent de Maximilien par la négociation qu'il garantisse leur indépendance, leurs droits et privilèges par le traité de « Politique perpétuelle » signé à Constance. Pour la première fois, un prince Habsbourg reconnaît formellement des libertés à l'intérieur de ses terres. De leur côté, les citoyens de la Confédération s'engagent à « agir en tout comme sujets du roi des Romains et du Saint-Empire ». Mais la France et la Hongrie se démènent pour empêcher le rapprochement des Confédérés et du Saint-Empire, si bien qu'en 1488 les villes de Zurich, Berne, Zoug et Soleure repoussent silencieusement la proposition de Maximilien. Cet acte d'union s'anéantit finalement de lui-même lorsqu'en 1491 la Confédération, à l'instigation du roi de France, signe un traité d'amitié et de non-agression avec les ducs de Bavière.

#### Une nouvelle arme: les «lansquenets» et la ligue de Souabe
La rivalité de la France et de Maximilien Ier sur l'héritage bourguignon devait se solder par une série de guerres en Flandres et en Bourgogne, prémices à une opposition séculaire entre les rois de France et la dynastie des Habsbourg. La Confédération suisse, grande pourvoyeuse de mercenaires pour les deux camps, se trouve entraînée involontairement dans le conflit. Dans chaque ville et chaque village de la Confédération, on trouve un parti pro-français et un parti pro-Habsbourg qui rivalisent de violence et d'avidité pour les soldes de mercenariat. Les cantons du centre de la Suisse penchent plutôt pour la France, cependant que Berne et Zurich sont du parti Habsbourg. Maximilien Ier s'efforce en vain d'empêcher ses sujets de la Confédération d'aller s'engager comme mercenaires en France. Comme ces « Reisläufer » grossissent inexorablement les rangs français au détriment de l'armée de Maximilien, ce dernier met sur pied une arme comparable, les « lansquenets » recrutés en Allemagne méridionale.
Les manigances de Frédéric III pour accroître sans cesse le nombre d'adhérents à sa ligue de Souabe finissent par irriter la Confédération qui considère la Souabe méridionale comme incluse dans sa sphère d'influence. La noblesse de Souabe, les villes d'empire et même le petit peuple s'animent d'une haine graduelle contre les Confédérés. Cela tient d'une part à ce qu'au cours du XVe siècle, le sud de l'Allemagne avait plus d'une fois été ravagé par les coups de main des cantons fédérés, et d'autre part à ce que ces cantons sont des concurrents objectifs de la Souabe sur le plan commercial et économique. En bref, les cantons républicains s'opposent à la Souabe aristocratique. La concurrence entre les mercenaires des deux régions (mercenaires suisses et lansquenets) se superpose à ce contexte tendu. La formation de la puissante ligue de Souabe, qui se dresse maintenant face à la ligue des Confédérés, remplit d'aise et de fierté la noblesse et les bourgeois de Souabe, et suscite une conscience politique nouvelle. Ces circonstances font que les peuples du nord et du sud du Rhin deviennent de plus en plus étrangers l'un à l'autre.

#### Le redressement de la maison de Habsbourg

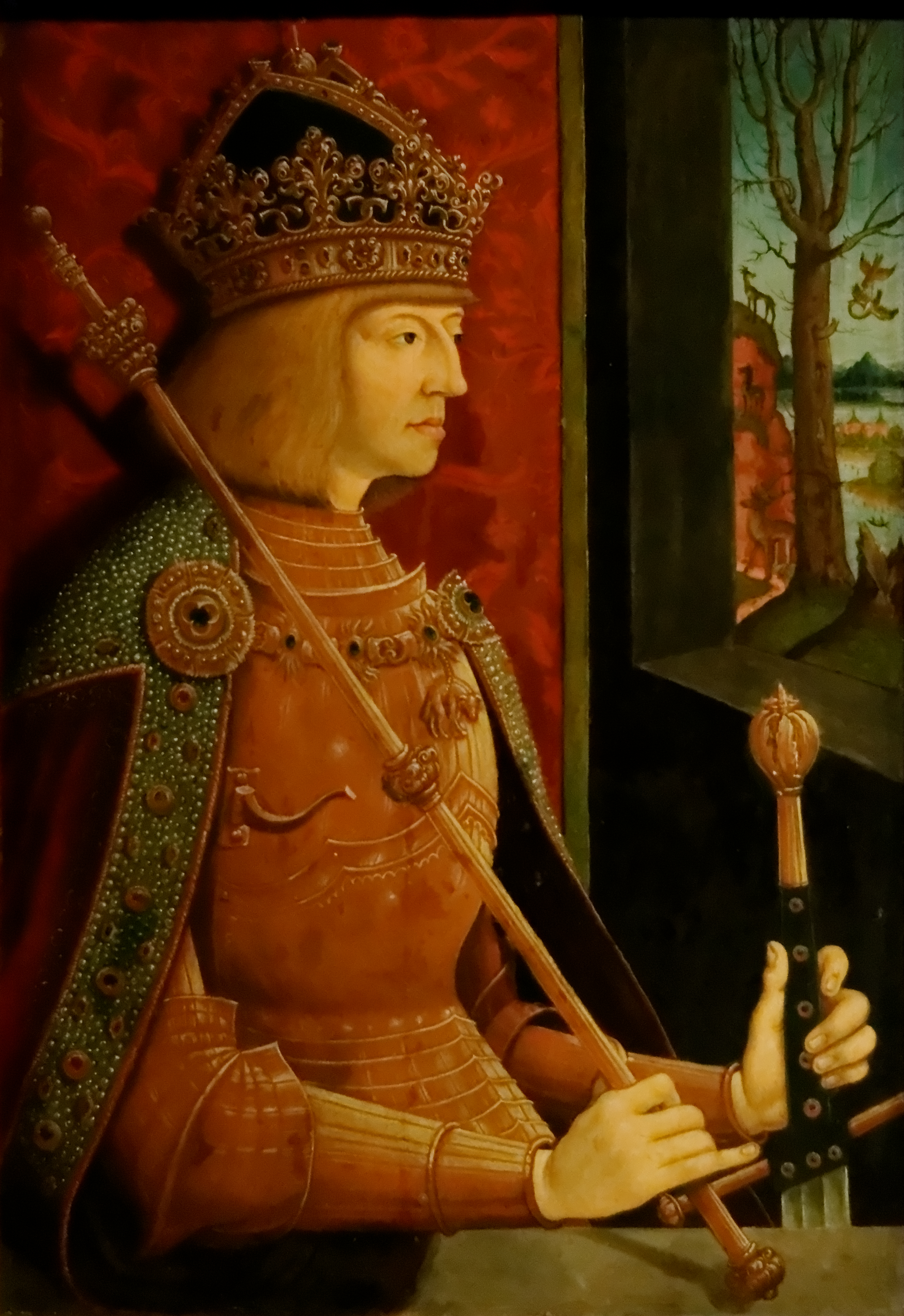
Portrait de l'Empereur Maximilien Ier par Bernhard Strigel (vers 1500).

La maison de Habsbourg se redresse de façon spectaculaire. Elle récupère en 1490 le Tyrol et l'Autriche antérieure. La mort inattendue de Matthias Corvin (1490), soulage la frontière de l'est, permettant à Frédéric III de récupérer les possessions conquises par le roi de Hongrie et à Maximilien de réunir pour la première fois dans l'histoire toutes les terres des Habsbourg sous une même couronne.
Maximilien devient empereur à la mort de son père en 1493 ; officiellement, il quitte la régence de Bourgogne en 1494, Philippe le Beau devenant alors souverain des Pays-Bas bourguignons et du comté de Bourgogne.

#### La réforme institutionnelle de l'Empire
Maximilien Ier entreprend, en tant que roi des Romains, de renforcer l'administration centrale. Lors de la Diète à Worms de 1495, il lance une profonde réforme du Saint-Empire (Reichsreform). 
Les électeurs obtiennent du roi de pouvoir se constituer en parlement. En contrepartie, ce Reichstag autorise la collecte d'un impôt impérial, le Gemeiner Pfennig (de), pour permettre à l'empereur de mener la guerre contre la France dans la péninsule italienne, et contre les Turcs en Hongrie. Pour mettre un terme définitif aux tiraillements, Maximilien décrète à Worms une paix impériale, la paix perpétuelle de 1495, à laquelle le nouveau tribunal d'Empire, le Reichskammer, est chargé de veiller.

#### Le conflit avec les cantons suisses confédérés et le traité de Bâle (1499)
Si les cantons confédérés sont toujours formellement dans le Saint-Empire, ils ne reconnaissent pas les décrets de la diète de Worms, et, à l'exception de Berne, n'ont pas envoyé de délégation au Reichstag. 
Les guerres de Saint-Gall en 1489-90 amènent le tribunal du Reichskammer à citer en justice les cantons de Saint-Gall et d'Appenzell, et les condamne à la mise au ban de l'empire. 
Les Confédérés intercèdent à plusieurs reprises auprès du Reichstag et de Maximilien, la dernière fois en 1497 à Innsbruck ; mais aucun point d'entente n'est trouvé, les Confédérés se refusant à reconnaître la souveraineté du tribunal impérial. 
D'autres procès condamnent Mulhouse et Rottweil, pour faire pression sur ces alliés de la Confédération et les amener à accepter la réforme de l'Empire. 
En février 1499, des escarmouches entre l'armée des Habsbourg et les milices confédérées dégénèrent entre Bâle et Maienfeld. En l'espace de quelques mois, les chevaliers de la ligue de Souabe, puis l'armée conduite par Maximilien subissent une série de défaites presque ininterrompues. 
Maximilien, qui doit reprendre la lutte contre la France dans le Piémont et le Milanais, est contraint de signer le traité de Bâle, qui exempte de fait les cantons confédérés de l'impôt de guerre impérial et leur reconnaît une large souveraineté.

### Les relations avec la France à partir de 1494: les guerres d'Italie

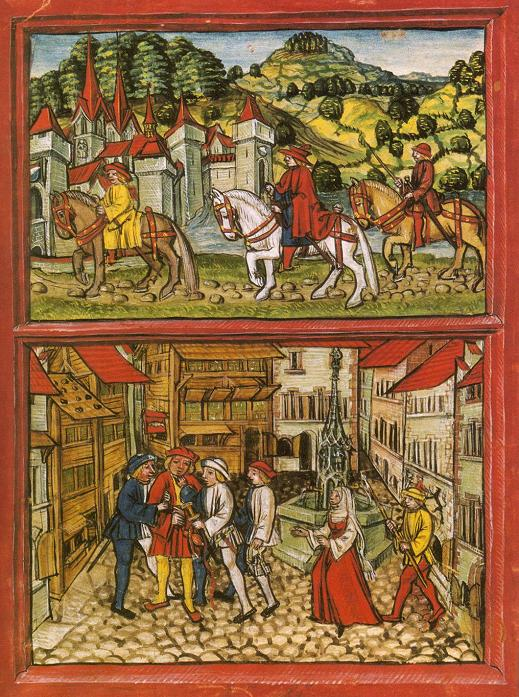
Le frère du duc de Milan Ludovico Sforza faisant route en 1499 vers Zürich pour enrôler des mercenaires (d'après le Lucernois Schilling).

Dès mars 1495, Maximilien s'est opposé aux prétentions françaises sur le royaume de Naples et a rejoint la ligue de Venise.
En 1498, le fils du duc d'Orléans devient roi de France sous le nom de Louis XII et fait immédiatement valoir ses droits sur le duché de Milan, entamant ainsi les guerres d'Italie. Tandis que Maximilien doit soutenir la guerre de Souabe contre les cantons helvétiques confédérés, Louis XII marche sur le duché de Milan. Le duc en place, Ludovic Sforza, cherche alors à se ménager aussi bien l’empereur Maximilien que les Confédérés pour combattre la France, et va jusqu'à faire se réconcilier les deux parties, car sans une paix dans les Alpes, il ne lui est possible de recruter ni mercenaires suisses, ni lansquenets.
Et en effet, malgré les manœuvres de diplomates français auprès de l'assemblée délibérative de la Confédération pour empêcher un armistice, le Milanais parvient avec force argent à acheter la paix entre l'Autriche et les cantons rebelles. Alors que le condottière Trivulce, au service des Français, entre dans Milan le 6 septembre, l’empereur et les Confédérés signent la paix de Bâle (22 septembre 1499). Le 18 octobre, Louis XII fait une entrée triomphale dans Milan et se fait couronner duc du Milanais. Profitant du soulèvement de la population, Ludovico Sforza, fort de contingents suisses, retrouve brièvement son trône au début du mois de février 1500, mais il est trahi et arrêté ; les Français gouverneront désormais le duché jusqu'en 1513.

En 1507, le pape Jules II qui, par l’élimination de César Borgia, a pu s'emparer d'une partie de la Romagne, exige de la république de Venise la cession de nouveaux territoires. Désavoué par le Sénat, il crée la ligue de Cambrai et appelle l'empereur Maximilien Ier à attaquer la République. Le 4 février 1508, à la cathédrale de Trente, Maximilien se proclame empereur élu des Romains, avec l'autorisation du pape Jules II. 

Médaille offerte à Maximilien en hommage après son couronnement.
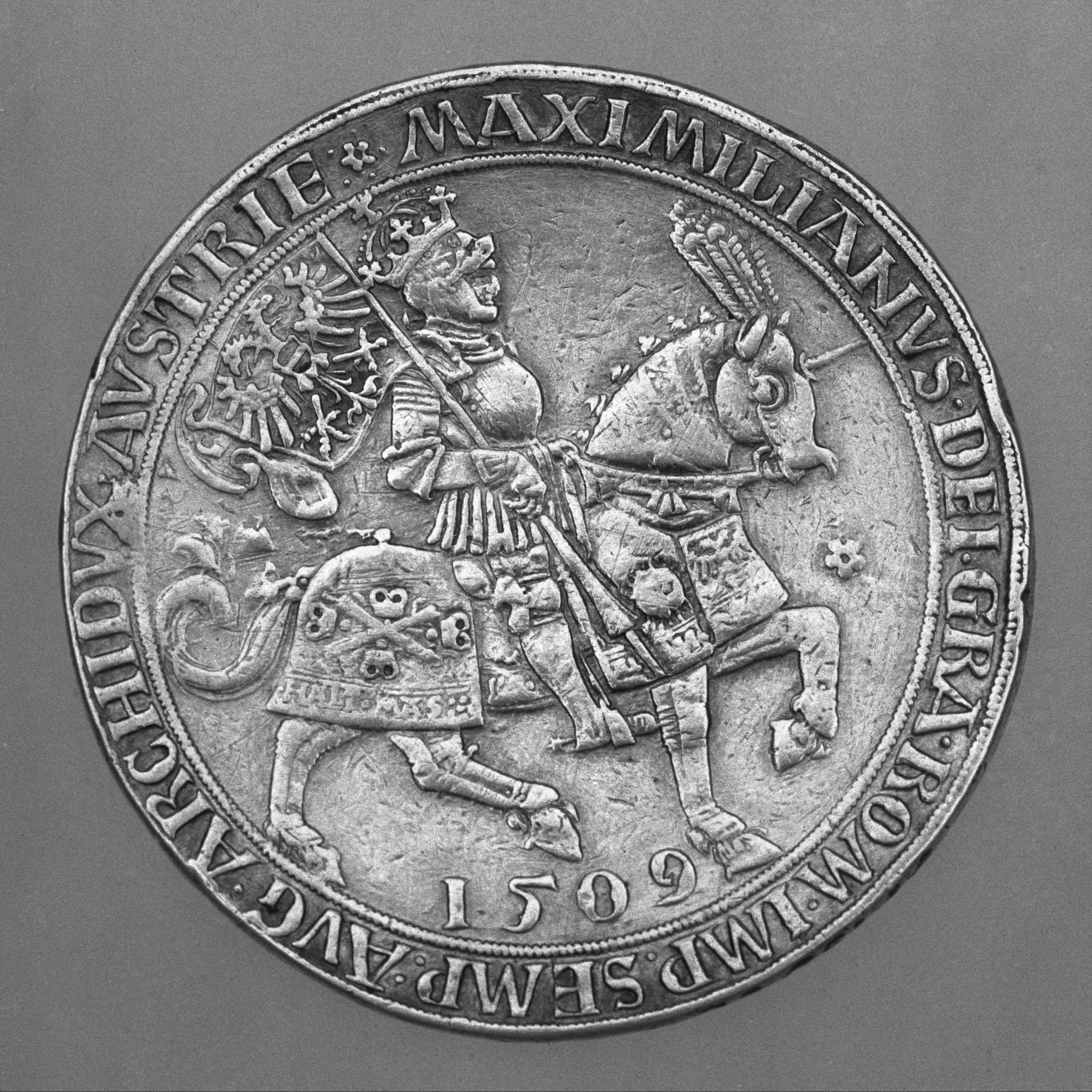
Le souverain à cheval[13].
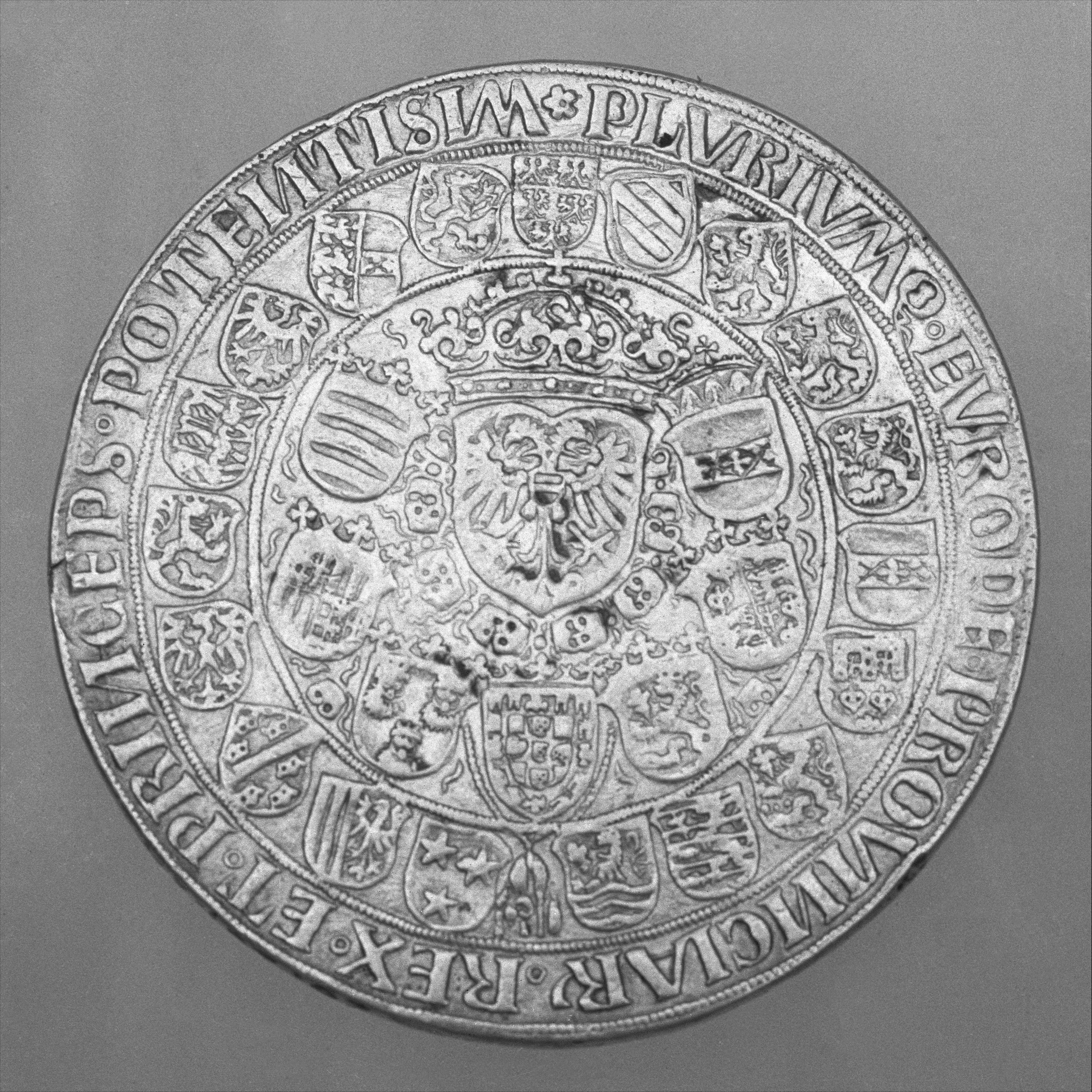
De l’autre côté, l’héraldique[13].

Prétextant de son couronnement pour son voyage à Rome, Maximilien s'enfonce en février 1508 en territoire vénitien à la tête d'une imposante armée et marche sur Vicence, mais il est battu à Cadore, au col de Mauria et à Pontebba par l'armée vénitienne de Bartolomeo d'Alviano. Ce sont les Français, membres de la Ligue, qui portent l'année suivante le coup décisif aux Vénitiens (bataille d'Agnadel). Le pape, alors inquiet de la puissance française en Italie du Nord, se retourne vers l'empereur Maximilien et ses lansquenets : ensemble, ils concluent la Sainte Ligue (dont la France est cette fois exclue) et, avec l'aide des Suisses (que les Français n'ont pas suffisamment payés) les mettent en déroute à la bataille de Novare (1513). Simultanément, une alliance avec les Anglais, désireux d'étendre leurs possessions du Calaisis, permet de lancer une vaste contre-attaque dans l'Artois et le Hainaut : ainsi, au cours de l'été 1513, Maximilien assiste en personne à la chute de Thérouanne et de Tournai.
Les Français reviennent à Milan en 1515 sous le règne de François Ier et, après la bataille de Marignan, font prisonnier Maximilien Sforza, homme-lige des Confédérés. C'est ainsi qu'à la fin du règne de Maximilien, les Français se sont maintenus, au prix de coûteuses opérations, en Italie du Nord.

### Stabilisation de la frontière orientale
Afin de réduire les pressions grandissantes sur l'Empire par les traités entre les gouvernements de la France, Pologne, Hongrie, Bohême et Moscovie, ainsi que de sécuriser la Bohême et la Hongrie pour les Habsbourg, Maximilien rencontra les rois de la dynastie Jagellon Vladislas Jagellon, roi de Hongrie et de Bohême, et Sigismond Ier, roi de Pologne, à Vienne en 1515. 
Les mariages arrangés çà et là amenèrent la Hongrie et la Bohême sous le contrôle des Habsbourg une décennie plus tard.

### Décès et succession
En 1515, Maximilien subit une attaque d'apoplexie et une deuxième en 1517. Il ne se déplace désormais plus qu'en litière. Il meurt d'une nouvelle attaque le 12 janvier 1519. 
Son fils Philippe étant mort en 1506, son successeur à la tête de la maison de Habsbourg est son petit-fils Charles (1500-1558), depuis 1515 duc de Bourgogne en titre, souverain des Pays-Bas bourguignons et du comté de Bourgogne, et depuis 1516 roi de Castille et roi d'Aragon. 
En octobre 1520, Charles est élu empereur sous le nom de Charles V, couramment, en français, Charles Quint.

## Titres
- Empereur des Romains (1508-1519)
- Roi des Romains (1486-1493)
- Archiduc d'Autriche (1493-1519)
- Duc de Styrie, de Carinthie et de Carniole (1493-1519)
- Margrave d'Istrie (1493-1519)
- Margrave de Burgau (1490-1519)
- Landgrave de Haute-Alsace (1490-1519)
- Comte de Tyrol et de Ferrette (1490-1519)
- Comte de Goritz (1500-1519)
- Seigneur de Trieste (1493-1519)
- Régent des Pays-Bas (1482-1494 et 1506-1507)

## Généalogie

### Mariages et descendance

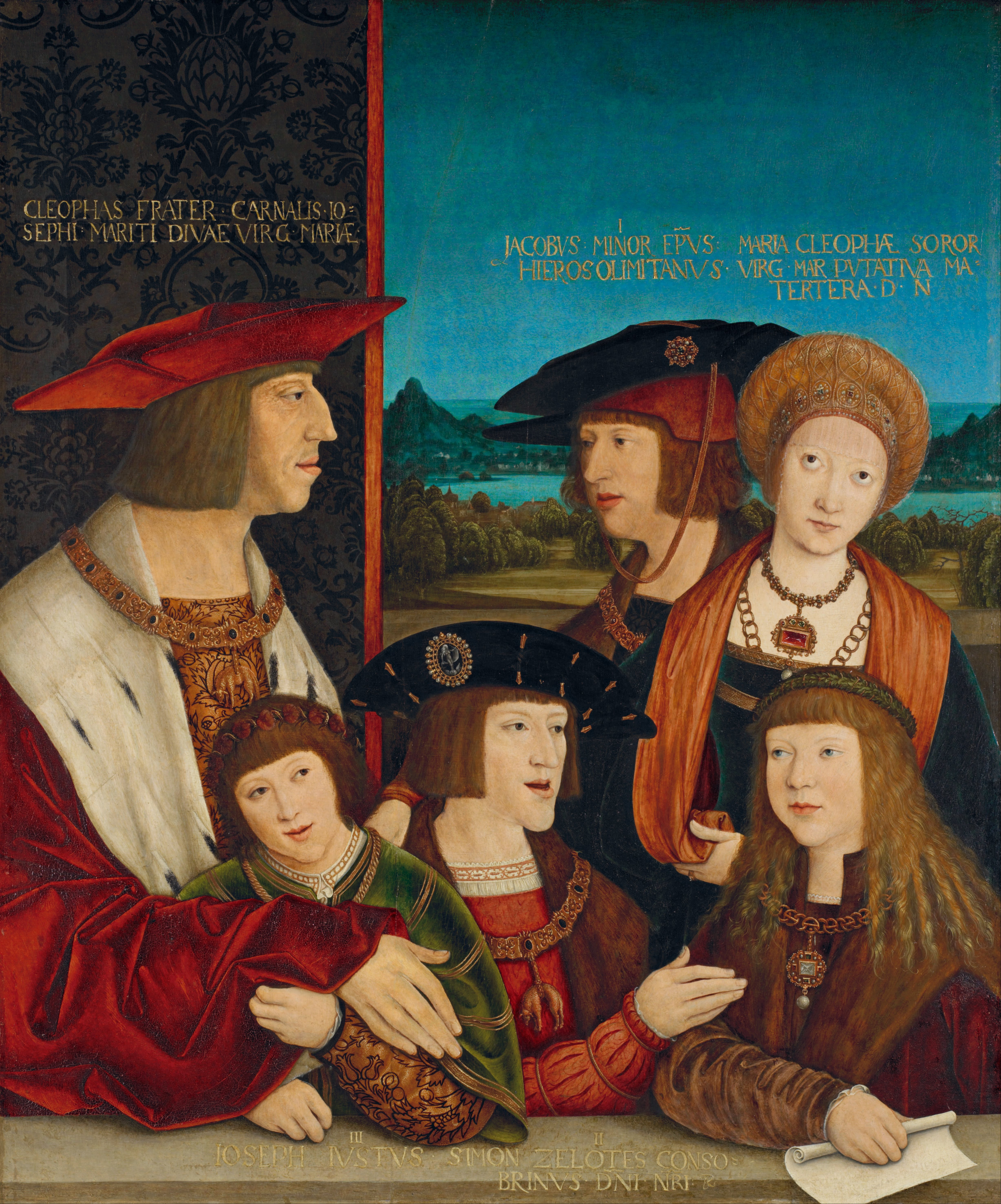
L'empereur Maximilien avec son fils Philippe Ier de Castille, sa femme Marie de Bourgogne, ses petits-fils Ferdinand et Charles Quint, et Louis II de Hongrie (époux de sa petite-fille Marie), XVIe siècle, musée d'histoire de l'art de Vienne.

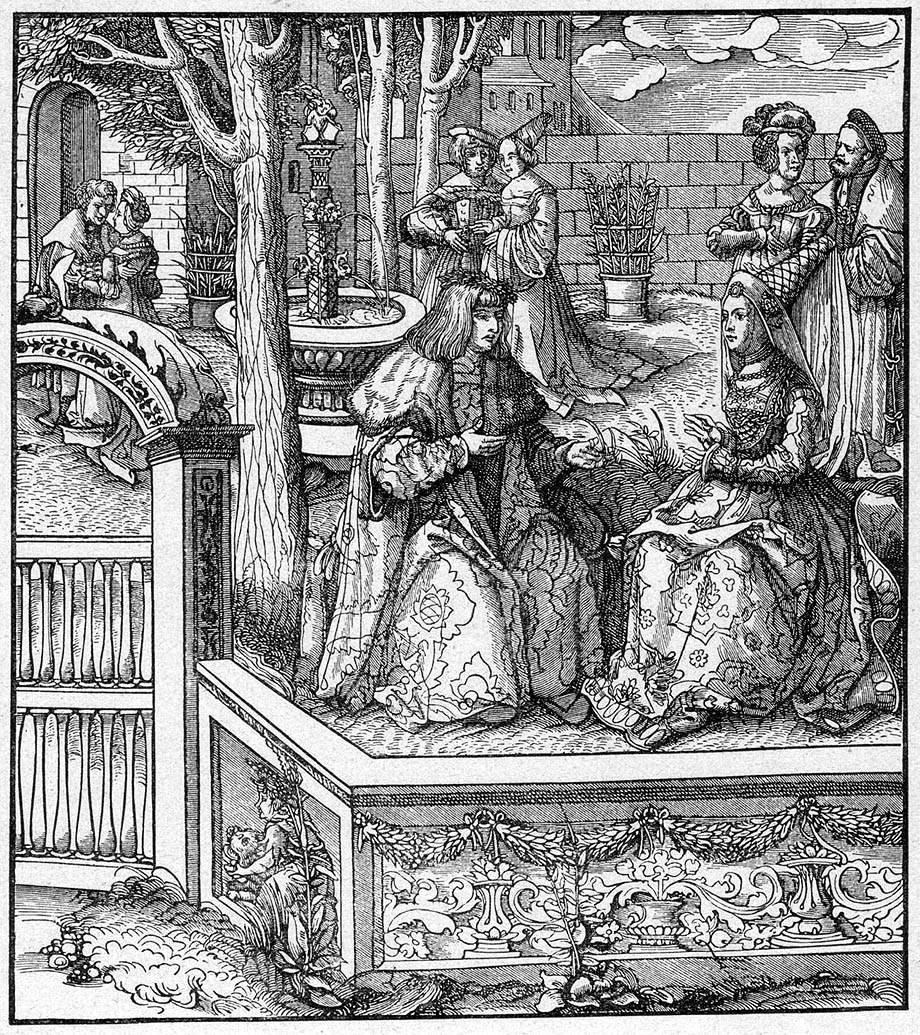
Maximilien et Marie.

Maximilien épouse en 1477 Marie de Bourgogne dont il a trois enfants : 
- Philippe (1478-1506), épouse en 1496 à Lierre Jeanne de Castille et devient ainsi roi de Castille, et postérité ;
- Marguerite (1480-1530), fiancée en 1483/1491 à Charles VIII de France, épouse en 1497 Jean d'Aragon (1478-1497), puis en 1501 Philibert II de Savoie (1480-1504), sans descendance (un enfant mort-né) ;
- François (né et mort en 1481).

Maximilien épouse le 19 décembre 1490 Anne de Bretagne. Cependant, le roi de France Charles VIII réagit en envahissant la Bretagne, annulant le mariage en s'appuyant sur le traité du Verger qui interdisait à Anne de Bretagne de se marier sans l'accord du roi de France. En 1494, Maximilien épouse Blanche-Marie Sforza (1472-1510).
On lui connaît une douzaine d'enfants illégitimes, dont :
- Georges d'Autriche, prince-évêque de Liège ;
- Léopold d'Autriche, évêque de Cordoue[15] ;
- Dorothée d'Autriche ;
- Barbara Disquis (1482-1568), moniale[16] ;
- Kornelius Rakouský (né en 1507).

## Points particuliers

### La succession de Maximilien sur le trône impérial
Après sa mort, le 12 janvier 1519, la succession est difficile entre Charles, petit-fils de Maximilien Ier (et futur Charles Quint) et François Ier, roi de France. 
Si ces deux concurrents sont officiellement en compétition devant une Europe jurant sa neutralité à la suite des accords de paix du traité de Londres, nous savons que, de son côté, le roi d'Angleterre, Henri VIII, craignait la montée en puissance de François Ier.
Cette crainte est partagée par le pape Léon X puisque les États de l'Église sont au nord géographiquement proches de la France, comme ils le sont au sud du Saint-Empire romain.
Aussi, au moyen de deux lettres écrites début 1519 (la première le 19 février) et par l'intermédiaire du cardinal Campeggio alors envoyé auprès du cardinal anglais Wolsey, Léon X poussa Henri VIII à se présenter à la succession de Maximilien comme empereur des Romains.
On sait d'ailleurs que le favori du pape, qui s’était attiré sa sympathie en luttant à travers ses écrits contre le protestantisme, avait aussi celle de l'empereur Maximilien Ier. De son vivant, celui-ci avait même, en 1513 puis 1516, proposé à Henri VIII de fusionner leurs deux royaumes, en l'instituant son fils adoptif et héritier (avec, comme idée stratégique, de combiner une attaque sur la France par le nord grâce à l’Angleterre et par l’est via le Saint-Empire), un projet resté sans lendemain et dont on peut se demander s'il était réellement dans les intentions de Maximilien.
Néanmoins, le 11 mai 1519, Henri VIII d'Angleterre se porte candidat à l'Empire[réf. nécessaire].

### La réforme de l'armée bourguignonne
Maximilien, qui avait assisté à la victoire de cavaleries numériquement inférieures à celles de leurs adversaires, qui avait reçu en cadeau à Trèves en 1473 un exemplaire de l'ordonnance de Saint-Maximin, et qui avait hérité de son beau-père Charles le Téméraire des restes de son armée et du principe de la lance mixte, procéda à une réforme fondamentale de l'armée bourguignonne dans laquelle la cavalerie avait joué un rôle primordial. Bien que très attaché à la culture chevaleresque, il réduit le nombre des cavaliers, qui lui coûtent trop cher, ses moyens financiers étant limités, et augmente le nombre des fantassins, en faisant appel aux milices communales flamandes, puis en recrutant des lansquenets dans l'Allemagne du Sud. Il libère l'infanterie de sa dépendance par rapport à la cavalerie, ce qui permet d'y développer un esprit de corps. Il persuade de jeunes nobles d'y servir comme officiers ou comme double-solde, ce qui en renforce la qualité et la morale. Il l'équipe principalement de longues piques suisses et la fait entraîner selon le modèle suisse. Cette nouvelle infanterie lui permet de remporter sa première grande victoire contre les gens d'armes français à Guinegatte en 1479, après la déroute de sa propre cavalerie. Il conserve toutefois sa cavalerie lourde et l'emploie avec succès lors de ses campagnes.

### Les tournois
Pour mettre un terme aux « tournois à la masse de bois », forme héréditaire de joutes des « sociétés » ou guildes de chevaliers, qui étaient particulièrement violents, il introduisit le « pas d'armes » qu'il avait découvert aux Pays-Bas bourguignons à la suite de son mariage avec Marie de Bourgogne et qui se développa en Allemagne.
Il encouragea la course lors des tournois, dangereuse du fait de l'emploi de lances acérées, mais moins coûteuse car on la pratiquait avec les armures de guerre ordinaires. Elle attirait les jeunes nobles ambitieux mais peu fortunés que Maximilien essayait de s'allier. Les tournois étaient annoncés par un héraut qui diffusait le défi dans tout l'Empire. Ils indiquaient le thème allégorique, la date et le lieu du tournoi, les noms de l'auteur du défi et du juge. Les prix à gagner étaient répartis en différentes catégories, dont le Stechdank, pour le gagnant des combats et le Zierdank pour le costume le plus intéressant. Pour Maximilien, le tournoi, exercice chevaleresque avant tout, représentait une part essentielle de son rôle de souverain. Son livre de tournois Freydal sauvegarde la mémoire de ses exploits qui y étaient inscrits. Il indique qu'il prit part à 64 manifestations et participa à 192 joutes.
Il favorisa la course « ball-trap » et le « lancer de disque » lors desquels un mécanisme à ressort projetait en l'air un bouclier ou un disque retenu par les cales lorsque l'adversaire atteignait le point adéquat. Cette explosion évoquait les boucliers en bois du tournoi médiéval qui volaient en éclats sous le choc de la lance. Par cet artifice, l'empereur faisait allusion à ses actes de bravoure à l'époque de son mariage à Landshut, quand de jeunes et courageux chevaliers chevauchaient en tenant devant eux des poêles ou des miroirs en guise de boucliers, les morceaux de bois symbolisant le miroir explosé. Il aimait rappeler les temps où les chevaliers faisaient assaut de hardiesse et de témérité.
Tous les détails de ces tournois sont présentés dans les planches gravées décrivant son cortège triomphal qu'il fit sculpter par Hans Burgkmair. Il est notoire qu'il professait un traditionalisme délibéré.
L'un des derniers grands tournois qu'il organisa eut lieu lors du double mariage Habsbourg à Vienne en 1515. Le tournoi y joua un rôle central. Six tableaux lui sont consacrés dans le livre des tournois du duc Guillaume IV de Bavière, preuve de son importance.

## Anecdotes
- Maximilien a envisagé un moment de se faire élire pape, mais dans un but très matérialiste : pour se débarrasser de l'emprise de Rome et épargner ainsi des sommes considérables.
- Quand il partait en voyage, il emmenait avec lui un grand coffre dans lequel il rangeait des documents très importants et qu'il appelait, par plaisanterie, « mon cercueil ».
- Il est le mécène d'un Livre de prières de Maximilien et du Theuerdank.